# Цървено поле
Цървено поле (на македонска литературна норма: Црвено Поле) е местност в Огражден, археологически обект, късноантично селище, датирано от I до VI век, и разположено в землището на струмишкото село Барбарево.

## Местоположение
Местността Цървено поле се намира в югоизточната част на страната, в склоновете на Огражден, на самата граница с България, на 8,5 km северно от Барбарево.

## Описание
Селището от отворен тип се намира в централната част на Цървено поле и е разделено от реката Белогазица на две – Янина чешма на север и Паприте на юг, като стига до Ръждава река. Отбелязани са общо около 50 обекта от жилищен и стопански характер – в Янина чешма има 30, като е проучен само един, а в Паприте – 20, като са проучени четири.
На изток от селището са разположени два некропола – Гущерова чукарка с погребения с трупоизгаряне и Спасов рид с погребения с трупополагане. Некрополите са отделени от Янина чешма от Белогазица, а от Паприте с плитък дол. Помежду си са разделени с плитък преслап. Гушерова чукарка обхваща 5000 m2, от които са проучени около 750 m2 със 120 гроба. Спасов рид, на 50 m западно от Янина чешма, на източния бряг на Белогазица се състои от гробове, директно вкопани в скалата и покрити с каменни плочи, издялани от същата скала. Ориентирани са запад-изток. Въз основа на типа гробове и на откритата бронзова гривна, некрополът е датиран в късната античност от края на IV до средата на VI век.
На 300 m югоизточно от селището е открита крепост. Построена е на високия, стръмен и доминантен връх Градище.